# Helicia australasica
Helicia australasica är en tvåhjärtbladig växtart som beskrevs av F. Müll.. Helicia australasica ingår i släktet Helicia och familjen Proteaceae. Inga underarter finns listade i Catalogue of Life.